# Psomocolaides
Psomocolaides é um gênero de mariposa pertencente à família Acrolophidae.